# Vibrante simple lateral linguolabial
La vibrante simple lateral linguolabial sonora es un sonido consonántico, este fonema solo está atestiguado en un solo idioma, el pirahã. El símbolo en el Alfabeto Fonético Internacional que representa este fonema es una Vibrante simple lateral alveolar sonora, modificada por el diacrítico linguolabial.

## Características
- Su forma de articulación es vibrante simple, lo que significa que se produce con una sola contracción de los músculos de forma que un articulador (normalmente la lengua) se lanza contra otro.
- Su punto de articulación es linguolabial, lo que significa que se articula colocando la punta de la lengua contra el labio superior.
- Su tipo de fonación es sonora, lo que significa que las cuerdas vocales vibran durante la articulación.
- Se trata de una consonante lateral, lo que significa que el flujo de aire pasa a lo largo de los lados de la lengua.
- Es una consonante oral, lo que significa que el aire puede escapar únicamente por la boca.
- El mecanismo de la corriente de aire es pulmonar , lo que significa que se articula empujando el aire únicamente con los músculos intercostales y el diafragma , como en la mayoría de los sonidos.

## Ocurre en
| Idioma | Idioma            | Palabra | AFI        | Significado | Notas                                         |
| ------ | ----------------- | ------- | ---------- | ----------- | --------------------------------------------- |
| Pirahã | algunos hablantes | toogixi | [tòːɺ͡ɺ̼ìʔì] | 'azada'     | Sólo se utiliza en algunos tipos de discurso. |